# Spichrze solne w Lubece

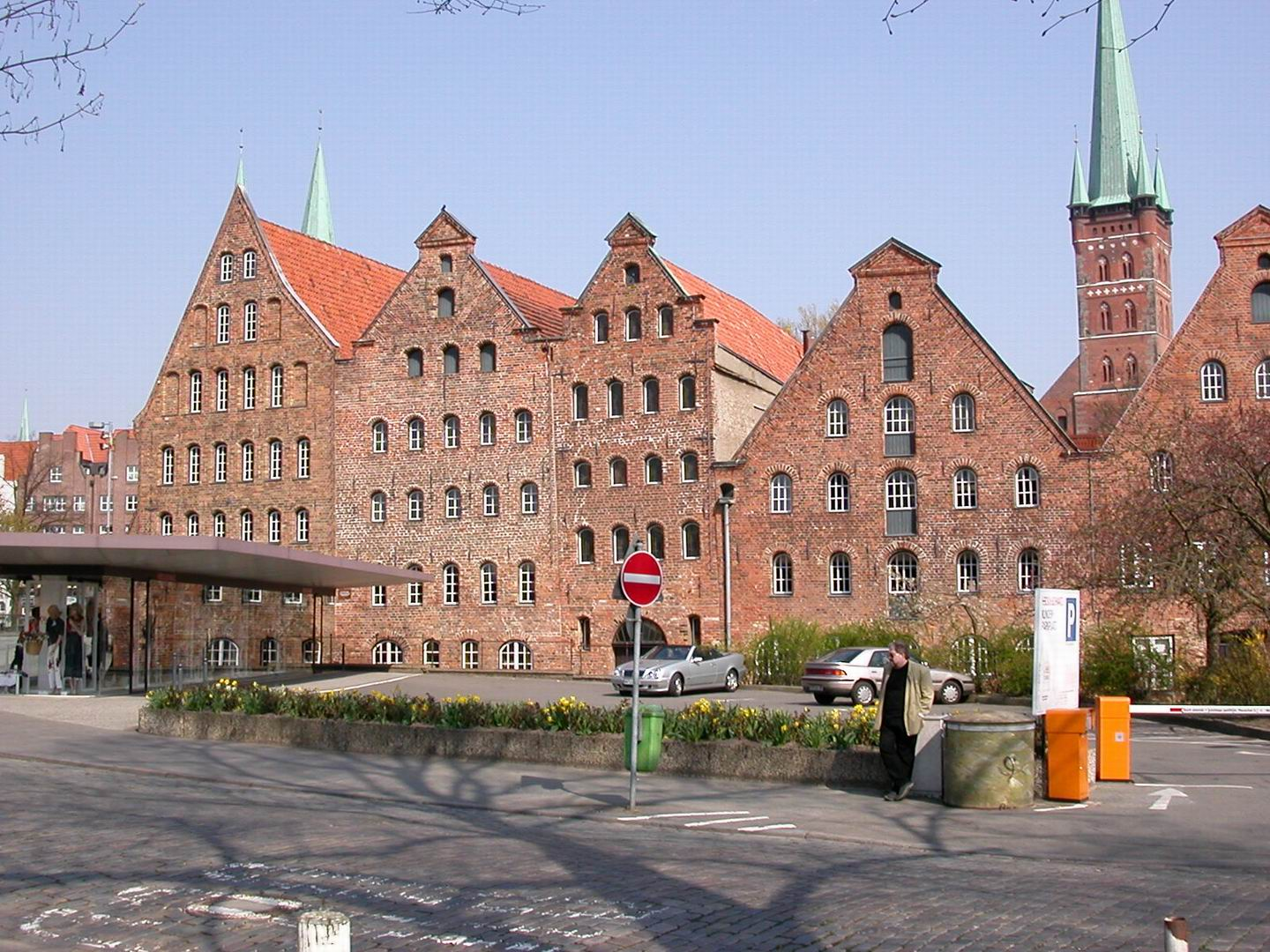
Składy soli w Lubece

Składy soli w Lubece (niem. Salzspeicher) – grupa spichlerzy w Lubece, wzniesionych w duchu renesansowej oraz barokowej architektury ceglanej nad brzegiem rzeki Obertrave, naprzeciwko Bramy Holsztyńskiej.
Składy są jednym z wielu zabytków lubeckiego hanzeatyckiego Starego Miasta, które w 1987 zostało wpisane na listę dziedzictwa kulturowego UNESCO.

## Historia

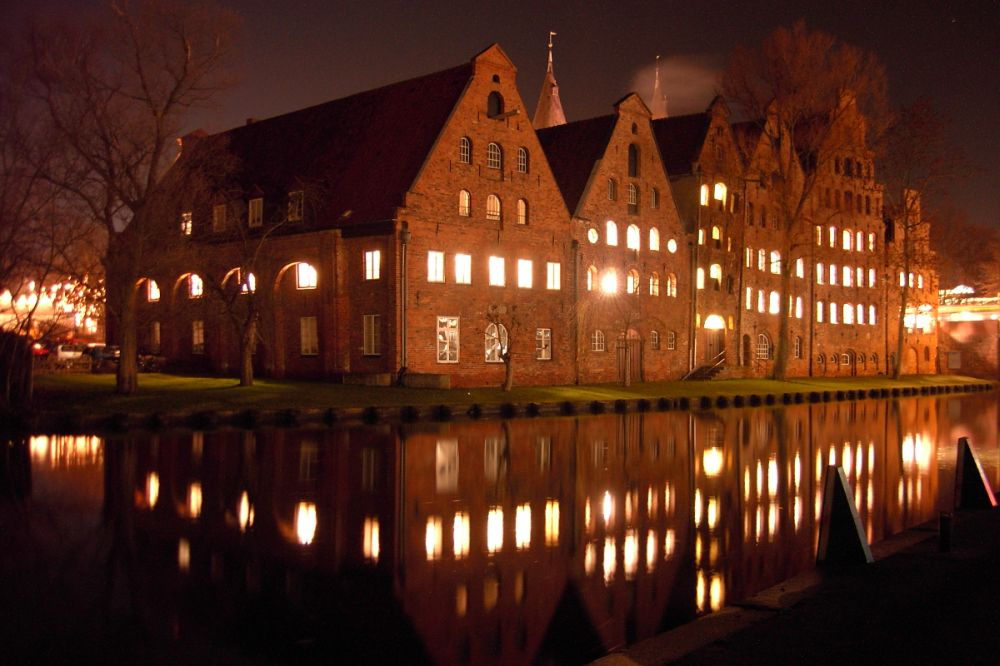
Składy soli w Lubece, widok od Obertrave

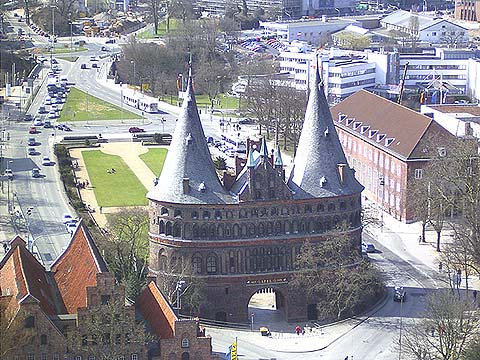
Brama Holsztyńska i składy soli

Składy powstawały pomiędzy 1579 a 1745. W średniowieczu służyły do przechowywania soli z Lüneburga, która była początkowo przywożona do Lubeki drogą lądową (niem. Alte Salzstraße), a następnie drogą wodną przez powstały w XIV w. Stecknitzkanal. Położenie przy Moście Holsztyńskim (niem. Holstenbrücke) wyznaczało granicę między lubeckim portem morskim a portem rzecznym połączonym z Łabą Stecknitzkanal.
Sól była podstawowym towarem eksportowym Lubeki do Skandynawii, gdzie używano jej do konserwacji ryb, głównie śledzia odławianego w Norwegii i Schonen. Zakonserwowane solą ryby świetnie nadawały się do dłuższego transportu i eksportu do państw niemieckich.
Obecnie w budynkach dawnych składów soli mieści się sklep z tkaninami.